# Maisons-Alfort

Położenie Maisons-Alfort w ramach aglomeracji paryskiej

Maisons-Alfort (wymowaⓘ) – miejscowość i gmina we Francji, w regionie Île-de-France, w departamencie Dolina Marny.
Według danych na rok 2009 gminę zamieszkiwało 52 619 osób, a gęstość zaludnienia wynosiła 9 835 osób/km² (wśród 1287 gmin regionu Île-de-France Maisons-Alfort plasuje się na 24. miejscu pod względem liczby ludności, natomiast pod względem powierzchni na miejscu 649.).
Maisons-Alfort straciło część swojego terytorium po utworzeniu gminy Alfortville w 1885 r. Obecnie miasto ma kształt trójkąta, ograniczonego:
- od zachodu jest oddzielone od Alfortville torowiskiem linii RER D;
- od północy rzeką Marną;
- od południowego wschodu miastem Créteil.

## Miasta partnerskie
- Moers, Niemcy[2]